# Adolf Diestelkamp
Adolf Diestelkamp (* 30. Januar 1900 in Hannover; † 26. Februar 1955 in Koblenz) war ein deutscher Archivar und Historiker.

## Beruflicher Werdegang
Nach dem Studium der Geschichte in Göttingen und Freiburg i. Br. in den Jahren 1918 bis 1922 schlug Diestelkamp die berufliche Laufbahn eines Archivars ein. Er war seit dem Wintersemester 1918/19 Mitglied der Burschenschaft Alemannia Göttingen. 1924 legte er die Archivarsprüfung ab. Von 1924 bis 1929 arbeitete er am preußischen Staatsarchiv Magdeburg. 1930 wechselte Diestelkamp an das preußische Staatsarchiv Stettin. Dort übernahm er 1935 die Leitung, die er theoretisch bis zum Frühjahr 1945 ausübte. Praktisch befand er sich jedoch seit Kriegsausbruch im Militärdienst.
Nach dem Zweiten Weltkrieg arbeitete er von 1945 bis 1947 am Staatsarchiv Münster, wechselte danach an das Staatsarchiv Hannover und schließlich 1952 zum Bundesarchiv nach Koblenz, wo er Bundesoberarchivrat wurde.

## Wissenschaftliche Tätigkeit
1922 wurde Diestelkamp an der Universität Freiburg i. Br. mit einer Arbeit zur Entwicklung des Schneidergewerbes in Deutschland bis zum Ende des 16. Jahrhunderts promoviert. Am Staatsarchiv Magdeburg beschäftigte er sich insbesondere mit der Geschichte und der archivalischen Überlieferung des Hochstifts Halberstadt. Nach seinem Wechsel nach Stettin übernahm er die Schriftleitung der Baltischen Studien, des Jahrbuchs der Gesellschaft für pommersche Geschichte und Altertumskunde, deren Vorsitzender er 1935 wurde. Zugleich wurde er als Direktor des Staatsarchivs Stettin Schriftführer der Historischen Kommission für Pommern.
In der Stettiner Zeit arbeitete Diestelkamp u. a. mit Albert Brackmann, Adolf Hofmeister und Otto Kunkel bei der Organisation der völkisch orientierten Ostforschung in Pommern zusammen.
Nach dem Krieg widmete er sich neben aktuellen Themen des Archivwesens in Deutschland insbesondere der Vertriebenenproblematik und knüpfte mit der Wiederbegründung der Historischen Kommission für Pommern, deren Vorsitzender er nun wurde, an seine Tätigkeit in Stettin an. Seit 1949 war Diestelkamp auch Schriftleiter der Blätter für deutsche Landesgeschichte.

## Persönliches
Adolf Diestelkamp ist der Vater des in Magdeburg 1929 geborenen evangelischen Rechtshistorikers Bernhard Diestelkamp und verheiratet mit Irene Diestelkamp, geborene Funck. 

## Schriften
- Die Entwicklung des Schneidergewerbes in Deutschland bis zum Ausgang des 16. Jahrhunderts, Diss., Freiburg i. Br. 1922.
- Geschichte der Halberstädter Dombibliothek im Mittelalter, Magdeburg 1927.
- Das Staatsarchiv Stettin seit dem Weltkriege. In: Monatsblätter, hrsg. von der Gesellschaft für pommersche Geschichte und Altertumskunde, 52. Jg. (1938), S. 70–82.
- Das Archiv des Domstifts Halberstadt. In: Festschrift für Walter Möllenberg, 1939.
- Die Lage der deutschen Ostarchive. In: Der Archivar, 3. Jg. (1950), S. 78.
- Dokumentation der Vertreibung der Deutschen aus Ost-Mitteleuropa, Bd. 1, Bonn 1953, zusammen mit Theodor Schieder.
- Die Historische Kommission für Pommern. In: Zeitschrift für Ostforschung, 2. Jg. (1953), S. 282 f.